# Karrantza Zabala
Karrantza Zabala (KZ) es un partido político de ámbito municipal del municipio vizcaíno de Carranza, en el País Vasco (España) fundado en 2007 y que participó en las elecciones municipales del 27 de mayo de 2007. Obtuvo en su primeras elecciones más del 30 % de los votos y tres concejales (Raúl Palacio, Sergio González y Jonathan Martínez), convirtiéndose en la principal fuerza de oposición contra el PNV del municipio. En las elecciones municipales de mayo de 2011 su representación aumentó a 5 concejales, 6 en 2015 y 7 en 2019.

## Historia y evolución
Karrantza Zabala surgió como evolución de la plataforma «socioecologista» Karrantza Naturala, asociación fundada en 2002 como consecuencia del intento de implantación de un parque eólico de 44 megavatios, el mayor proyectado hasta el momento en Euskadi, en el espacio protegido de la sierra de Ordunte.
Tras más de cuatro años de oposición en contra de esta iniciativa por parte de esta asociación y otros cuarenta colectivos más, la Diputación de Vizcaya y el Ayuntamiento de la localidad instaron al Gobierno Vasco a descartar dicha obra, siendo finalmente anulado el proyecto por incompatibilidad con el entorno en el que se quería llevar a cabo. Tras este logro, Karrantza Naturala aumentó su apoyo popular y decidió constituirse en grupo político municipal denominándose Karrantza Zabala.
Gobernó el municipio tras una moción de censura contra el PNV apoyada por Bildu. Ganó las elecciones municipales de 2015 y de 2019.

## Ideología
Karrantza Zabala se autodefine como un movimiento social y plural, que antepone los intereses de Carranza a los intereses provinciales, autonómicos o estatales. Defiende la participación de todos los ciudadanos en la política y la gestión municipal, y desde sus comienzos ha criticado el hermetismo con el que a su juicio otros partidos gestionan los ayuntamientos. En noviembre de 2012 pactó con Bildu para desalojar de la alcaldía al PNV.